# Natal'ja Achmarova
Natal'ja Galimzanovna Achmarova (in russo: Наталья Галимзановна Ахмарова) (Roslavl', 6 giugno 1964) è una ballerina russa, leader della compagnia di danza del Teatro Čajkovskij di Perm' dal 2003 al 2009.

## Biografia
Nativa di Perm', in Russia, Natal'ja Achmarova ha studiato e si è preparata nella famosa scuola di balletto classico russo Ljudmila Sacharova, dove sono nate molte delle stelle de balletto classico , tra cui Galina Ragozina, Nadežda Pavlova e Ol'ga Čenčikova.

## Carriera
Dopo essersi diplomata con il massimo dei voti come ballerina presso la scuola coreografica di Perm nel 1982, con le congratulazioni della giuria,  Natal'ja Achmarova si unì alla compagnia del Teatro di Balletto di Perm' come prima ballerina. Ha partecipato a diversi tour della compagnia di ballo di Perm' in Corea del Sud, Francia, India, Giappone e Stati Uniti. Ha anche partecipato al tour Les Étoiles du Ballet Russe.
Nel 1981 è stata vincitrice del Concorso di balletto di Mosca.
Nel 1987 la Achmarova ha vinto il Concorso Internazionale di Balletto in Perù, che le ha valso una medaglia d'oro e uno speciale Premio Alicia Alonso per il miglior ballerina.
Il critico di danza del New York Times Anna Kisselgoff ha commentato: "Natal'ja Achmarova del Balletto di Perm' ha offerto alcune delle danze classiche più cristalline della serata al Grand Pas de deux in “ La bella addormentata".
Dal 1992 al 1997, la Achmarova ha lavorato come solista con la compagnia di Boston Ballet negli Stati Uniti.
Durante la sua brillante carriera, la Achmarova ha insegnato danza classica.
Dal 1992, ha insegnato master class alla Boston Company e ha partecipato al programma estivo della Boston Ballet School.
Dal 2003 al giugno 2009 è stata direttrice del gruppo di danza del Teatro Čajkovskij di Perm'.
Dal 2004 al 2009, The Serenade, The Choreography Night J. Robbins e Le Corsaire sono stati nominati per il prestigioso National Golden Mask Award.
Nel 2018, la Achmarova ha lavorato per il Teatro alla Scala di Milano come coreografa in collaborazione con Anna-Marie Holmes, per rappresentare Le Corsaire, un balletto che non era stato rappresentato per 80 anni alla Scala.

## Ruoli interpretati
Il suo primo e preferito ruolo fu Kitri in Don Chisciotte. È stata nominata la più giovane ballerina ad averlo mai eseguito.
Il suo repertorio si distingue per i ruoli principali in tutti i principali balletti classici.
Durante la sua carriera come solista del Teatro Perm' ha interpretato i seguenti ruoli:
- Masha in Lo schiaccianoci
- Quittrie in Don Chisciotte
- Aurora in La bella addormentata
- Giselle in Giselle
- Anjuta in Anjuta
- Giulietta in Romeo e Giulietta
- Aisha in Le sette bellezze.

Ha avuto ruoli creati appositamente per lei in Nine Lives di Daniel Pelzig: Songs of Lyle Lovett e Flights & Fancy ed Eternal Being di Laszlo Bergo. È oltretutto apparsa in tutti i grandi balletti classici.
Natal'ja Achmarova è tornata al Balletto di Perm' in Russia nel 2002, per diventare direttore artistico l'anno successivo.
È stata assistente coreografa e insegnante di danza le cui produzioni erano state organizzate o riviste:
Balletto in un atto di Vasiliev Balda: il concerto e le stagioni di J. Robbins
e alcuni riedizioni come:
- Lo schiaccianoci di Nikolaj Legat
- Giselle di B. Medvedev
- Le corsaire di Natalia Spitzina
- la versione leggendaria de Il lago dei cigni di Natalija Makarova.

La straordinaria tecnica classica del balletto russo di Natal'ja Achmarova e le sue esperienze negli Stati Uniti hanno contribuito al know-how che ha generosamente condiviso con i giovani artisti di Perm'. Il suo obiettivo principale era creare e strutturare una superba compagnia di danza, cosa avvenuta.